# 바르알가잘 지방

바르알가잘의 기

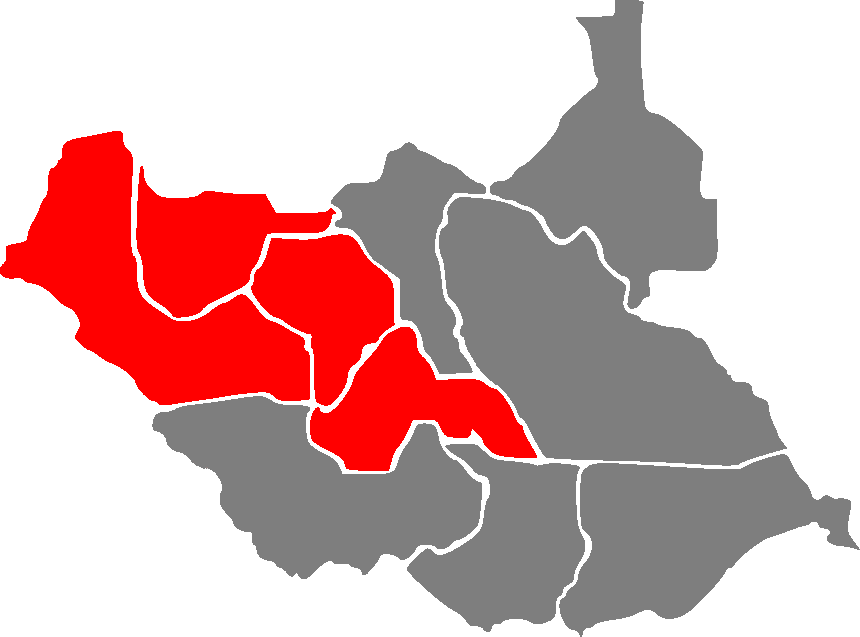
바르알가잘의 위치

바르알가잘(Bahr el Ghazal)은 남수단 서부에 위치한 지방으로 면적은 210,785.57 km2, 인구는 2,722,987명(2008년 기준), 인구 밀도는 13명/km2이다. 지방 이름은 이 지방을 흐르는 바르알가잘강에서 유래된 이름이다. 서쪽으로는 중앙아프리카 공화국과 국경을 접하며 북바르알가잘주, 서바르알가잘주, 레이크스주, 와랍주가 이 지방에 속한다.